# Reidar Karlsen
Reidar Karlsen (4 gennaio 1911 – 21 giugno 1996) è stato un calciatore norvegese, di ruolo attaccante.

## Carriera

### Club
Karlsen giocò con la maglia del Lisleby.

### Nazionale
Conta una presenza per la Norvegia. Il 5 giugno 1932, infatti, fu schierato in campo nella sfida vinta per 3-0 contro l'Estonia.